# Fondaco del Megio
Il Fondaco o Fontego del Mégio (in italiano Fondaco del Miglio, noto anche come Depositi del Megio) è un palazzo di Venezia, situato nel sestiere di Santa Croce e affacciato sul Canal Grande, accanto al Fondaco dei Turchi e di fronte alla Chiesa di San Marcuola di Cannaregio.

## Storia
Costruito nel XIII secolo dalla Repubblica di Venezia, il Fontego fu inizialmente magazzino del grano. Poi, la specializzazione di tale Fondaco passò al miglio, il che spiega il nome (megio è termine veneziano per miglio), bene alimentare del quale il palazzo fu il centro di raccolta cittadino fino alla caduta della Repubblica nel 1797, quando cadde in disuso. Attualmente ospita una scuola elementare.

## Descrizione
Facciata delle più disadorne del Canal Grande, il Fontego del megio è una tipica struttura di fondaco. La forometria è costituita da tre piccoli portali rettangolari e da tredici piccole aperture quadrangolari disposte su tre livelli. Gli elementi di decoro sono essenzialmente due: sulla sommità una fila di merli e in posizione centrale un bassorilievo con Leone di San Marco, simbolo apposto su ogni edificio pubblico dalla Repubblica (l'attuale scultura non è però l'originale, che fu distrutta alla caduta dello Stato Veneziano, ma una ricostruzione moderna di Carlo Lorenzetti).

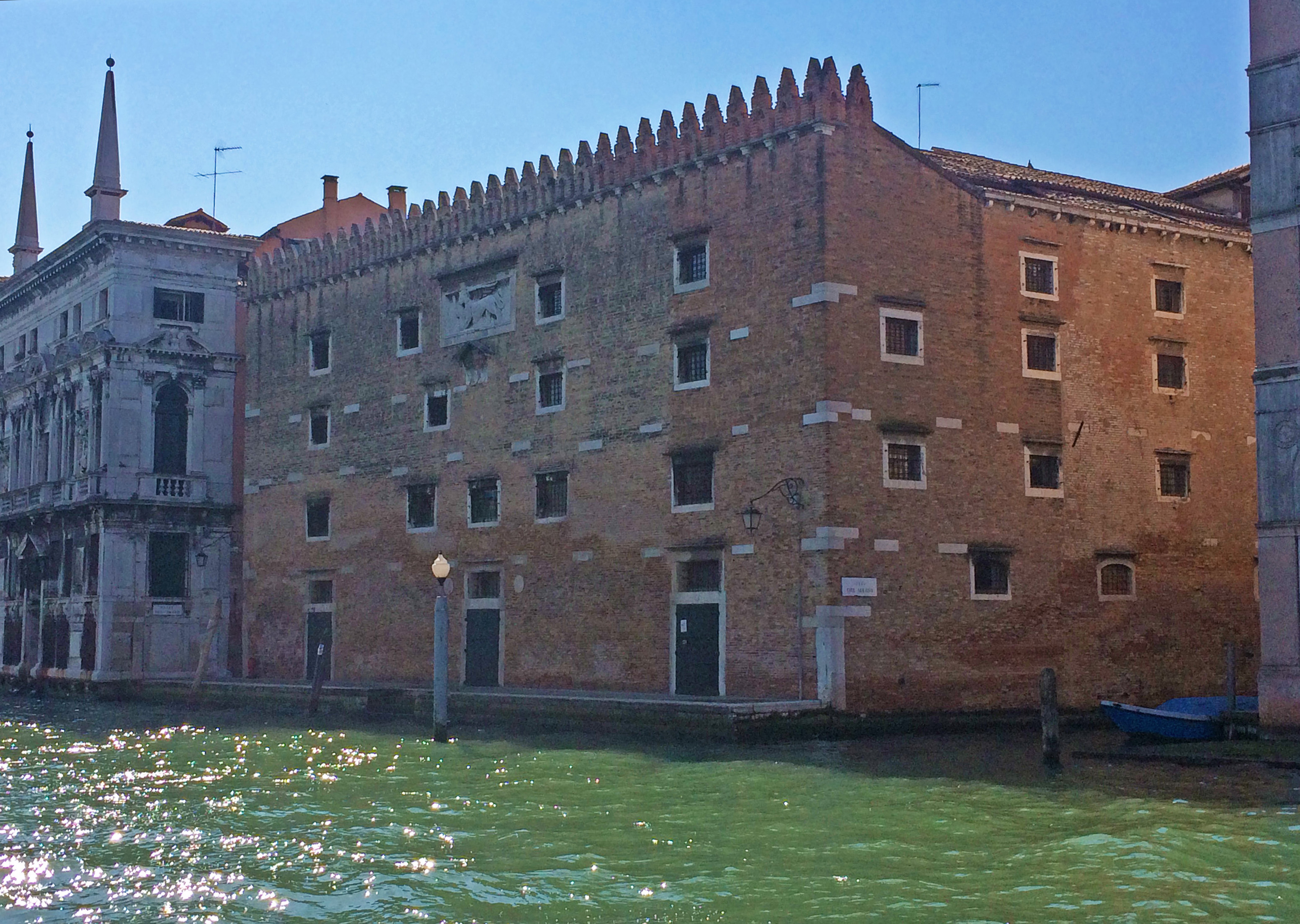
Esterno
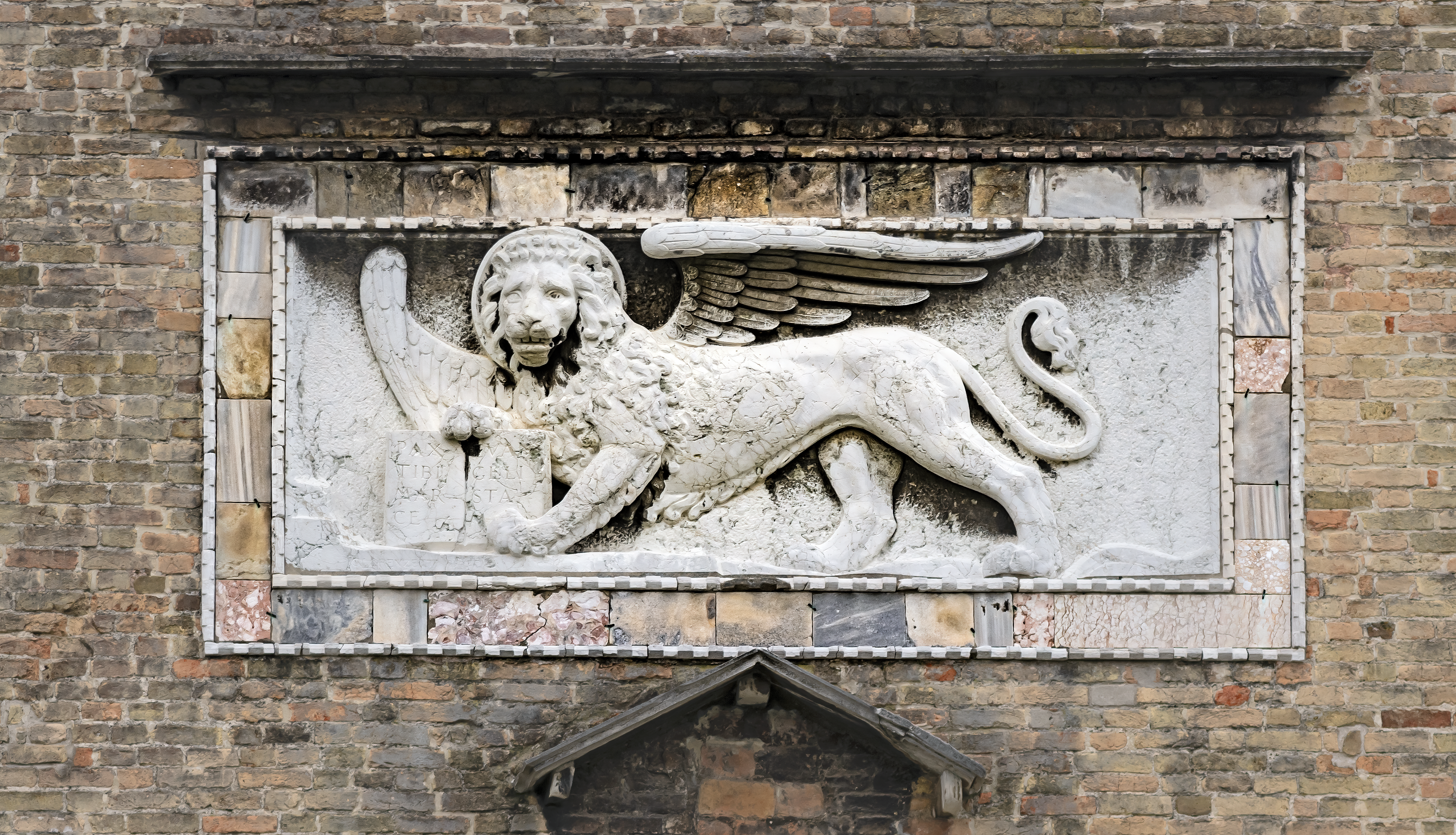
Leone di San Marco.